# Pablo Quiroga Escamilla
Pablo Quiroga Escamilla (Ciénega de Flores, Nuevo León; 7 de junio de 1875-Ciudad Lerdo, Durango; 26 de junio de 1948) fue un militar mexicano. Participó en la Revolución mexicana en el Ejército Constitucionalista y en la Rebelión escobarista en el Ejército Mexicano. Como funcionario se desempeñó como secretario de Guerra y Marina en 1932 y de 1933 a 1935 durante las presidencias de Abelardo L. Rodríguez y Lázaro Cárdenas. 

## Biografía
Nació en Ciénega de Flores, Nuevo León el 7 de junio de 1875. En 1910 residió en Sonora y destacó como antirreeleccionista. Se incorporó al Ejército Constitucionalista en 1913, y concurrió a diversas acciones bajo las órdenes de Manuel M. Diéguez. Con el cuerpo de Voluntarios y el 13 Batallón de Lanceros expedicionó en Sonora, Sinaloa, Nayarit y Jalisco. Asistió a la Batalla de Santa Rosa, Sonora, el 9 de marzo de 1913; al sitio de Guaymas el 28 de junio y al combate en Orendáin, Jalisco, en julio de 1914. 
Ascendió a coronel el 13 de diciembre de ese año y colaboró en las operaciones de Silao y Trinidad, Guanajuato; de Querétaro y de Durango. En marzo de 1915 obtuvo el grado de general brigadier. Fue comandante de la plaza de Guadalajara y jefe militar en Jalisco, y en mayo de 1916 se le otorgó despacho de general de brigada e hizo las campañas de Chihuahua y Coahuila; intervino en más de 25 acciones de armas. 
Se le designó jefe de operaciones en la región lagunera, y tras la muerte de Carranza se apartó del ejército. En 1929 fue parte de la columna militar que, a las órdenes del General de División Plutarco Elías Calles se organizó en Irapuato, Guanajuato, Zacatecas y Durango; llegó a Torreón, Coahuila, y combatió en Reforma, Chihuahua, a los sublevados del general José Gonzalo Escobar. 
En la administración del presidente Pascual Ortiz Rubio fue jefe del Departamento de Aprovisionamiento Militar. Responsable de la guarnición de la Ciudad de México y oficial mayor de la Secretaría de Guerra y Marina; ministro de esa durante la presidencia de Abelardo L. Rodríguez. Secretario de la Defensa Nacional en el régimen de Lázaro Cárdenas. Murió en Ciudad Lerdo, Durango, el 26 de junio de 1948.